# Bourne shell
Bourne shell (sh) er en kommandofortolker udviklet af Stephen Bourne. Bourne shell dukkede op for første gang i 1977 og i Unix version 7. En kommandofortolker kompatibel med Bourne shell indgår endnu i dag i de fleste dialekter af Unix og er den unixskal som almindeligst anvendes for at fortolke skript fx. relaterede til opstart af operativsystemet eller af enkelt programmer.
| Operativsystem | Spire Denne artikel relateret til styresystemer er en spire som bør udbygges. Du er velkommen til at hjælpe Wikipedia ved at udvide den. |